# Willem van Nottingham
Willem van Nottingham (13e eeuw) was een Engels franciscaan. Van 1241 tot 1254 was hij de provinciale overste van Engeland, als opvolger van Haymo van Faversham. Hij pleitte tegen verzachtende aanpassingen van de regel van Franciscus van Assisi en ijverde daarbij voor meer armoede. Daarom brak hij onder meer de stenen muren van de slaapzaal in Shrewsbury af. In 1245 liet de pauselijke bul Ordinem vestrum verdere versoepeling van de regel toe binnen de franciscaner orde, onder meer op vlak van het aanvaarden van geld. Op het generale kapittel van de orde in 1251 te Genua slaagde Willem van Nottingham er samen met enkele anderen in de deelnemers te overtuigen af te zien van deze bul, in zoverre die een versoepeling inhield tegenover de vorige regelverklaring door de bul Quo elongati.
In 1254 trad hij af en stierf op weg naar Genua aan de gevolgen van een epidemie.